# Angelo Ferri
Angelo Ferri (Grosseto, 10 novembre 1815 – Strada in Casentino, 12 ottobre 1874) è stato un politico italiano.

## Biografia
Nato a Grosseto, si laureò in giurisprudenza all'università di Siena ed esercitò la professione di notaio nella sua città natale. Nel 1849 venne eletto presidente della Cassa di Risparmio Grossetana ed entrò a fare parte del comitato di salute pubblica che guidò il Governo toscano di Francesco Domenico Guerrazzi fino alla restaurazione lorenese.
Impegnato in politica, fu rappresentante di Poppi all'Assemblea toscana del 1859. Dal 1860 al 1864 fu gonfaloniere del comune di Grosseto; successivamente fu sindaco di Grosseto nell'anno 1870 e fu anche presidente del consiglio provinciale. Tra i numerosi incarichi cittadini, si ricordano i suoi ruoli di presidente della Banca del Popolo, del Consorzio agrario e del Teatro degli Industri, e di membro del consiglio della Banca Nazionale.
Alle elezioni per la X legislatura del Regno d'Italia nel 1867, fu eletto nel collegio di Grosseto con 726 voti alla prima votazione del 10 marzo e con 828 voti al ballottaggio del 17 marzo, battendo il candidato Edoardo De Montel.
Ripresentatosi alle elezioni del 1870 per l'XI legislatura, ricevette solo 65 voti, che non gli permisero di superare la prima votazione; al ballottaggio trionfò il suo concittadino Giovanni Morandini.
Morì a Strada in Casentino il 12 ottobre 1874.